# Dünnsäure
Dünnsäure ist die Bezeichnung für verdünnte Schwefelsäure. Sie entsteht unter anderem als Abfall bei der Titandioxid- und Farbstoffherstellung und kann neben maximal 25 % Schwefelsäure noch Schwermetalle und halogenierte Kohlenwasserstoffe enthalten.
Nach Schätzungen gibt es rund 250 Prozesse, bei denen Dünnsäure als Abfallstoff auftritt.

## Entsorgung
Der größte Teil der mehr als fünf Millionen Tonnen jährlich in Europa anfallenden Dünnsäure wurde früher in der Nordsee von Schiffen verklappt oder per Pipeline ins Meer geleitet.
In Deutschland verklappte die Kronos Titan GmbH 20 Jahre lang mit zwei Tankschiffen (Kronos und Titan) bei voller Produktion je bis zu 1200 Tonnen Dünnsäure pro Tag (Stand Ende 1989) in der Nähe von Helgoland.
Laut einem Bericht in der Tagesschau kamen Wissenschaftler zum Schluss, dass Fische in den Verklappungsgebieten „krank und rar“ würden. Nach Meinung der Industrie sei die Säure harmlos.
Am 13. Oktober 1980 wurde das Schiff Kronos von Greenpeace-Aktivisten an der Verklappung gehindert. Nach weiteren Protesten von Umweltverbänden stellten die Behörden in Deutschland mit Ablauf des Jahres 1989 keine weiteren Genehmigung zur Verklappung aus. Großbritannien stellte die Verklappung im Jahr 1993 ein. Die Unternehmen entwickelten Recyclingverfahren, die eine zwar kosten- und energieintensive, aber saubere Rückgewinnung der Schwefelsäure ermöglichen. So wurde Ende 1987 eine Aufbereitungsanlage in Betrieb genommen, deren Kunststoffbeschichtungen allerdings der Säure nicht standhielten.